# Fabian Serrarens
Fabian Serrarens (ur. 9 lutego 1991 w Amsterdamie) – holenderski piłkarz, występujący na pozycji napastnika w SV TEC.

## Kariera klubowa
Grę w piłkę nożną rozpoczął w wieku 5 lat w klubie SC Voorland z rodzinnego Amsterdamu. Następnie trenował w FC Utrecht, IJVV Stormvogels oraz AVV Zeeburgia. W latach 2009–2011 szkolił się w akademii piłkarskiej AFC Ajax, gdzie występował w drużynach U-18 oraz U-19. W sezonie 2010/11 był graczem młodzieżowego zespołu NAC Breda.
Latem 2011 roku na zasadzie wolnego transferu został zawodnikiem Almere City FC (Eerste Divisie). 5 sierpnia 2011 rozegrał pierwsze oficjalne spotkanie na poziomie seniorskim przeciwko MVV Maastricht (2:3) i rozpoczął od tego momentu regularne występy. Z nadejściem rundy wiosennej sezonu 2014/15 stracił on miejsce w podstawowym składzie. Latem 2015 roku przeniósł się do SC Telstar, dla którego w 65 ligowych meczach w Eerste Divisie zdobył 15 bramek. W maju 2017 roku związał się dwuletnią umową z De Graafschap. W sezonie 2017/18 strzelił on 4 gole w 4 spotkaniach fazy play-off i uzyskał z tym klubem awans do Eredivisie. Zadebiutował w niej 12 sierpnia 2018 w wygranym 2:0 meczu z Feyenoordem Rotterdam, w którym strzelił bramkę. W sezonie 2018/19, w którym zdobył 7 goli w 27 występach, De Graafschap spadło z holenderskiej ekstraklasy, o on sam opuścił klub.
W lipcu 2019 roku podpisał dwuletni kontrakt z Arką Gdynia, prowadzoną przez Jacka Zielińskiego. 29 lipca zadebiutował w Ekstraklasie w przegranym 0:2 wyjazdowym spotkaniu z Pogonią Szczecin.